# Matt Riddle
Matthew Frederick Riddle, meglio conosciuto come Matt Riddle (Allentown, 14 gennaio 1986), è un wrestler ed ex artista marziale misto statunitense.
È noto maggiormente per i suoi trascorsi in WWE dal 2018 al 2023, dove ha vinto una volta lo United States Championship, due volte il Raw Tag Team Championship (con Randy Orton) e una volta l'NXT Tag Team Championship (con Pete Dunne).

## Carriera

### Circuito indipendente (2015–2018)
Il 29 ottobre 2014 è stato riferito che Riddle si stava allenando per diventare un wrestler professionista. Ha fatto il suo debutto nel wrestling il 7 febbraio 2015, presso la Monster Factory di Paulsboro, nel New Jersey. Nel luglio 2015 ha vinto il Monster Factory Heavyweight Championship. Il 15 settembre 2015, è stato annunciato che Riddle aveva firmato con il World Wrestling Network per lavorare agli eventi della Evolve di ottobre. Riddle in seguito ha confermato di aver preso parte a un test della WWE. Il 24 gennaio 2016, ha vinto il torneo Evolve's Style Battle. L'8 aprile, è stato riferito che aveva firmato un contratto con la casa madre della Evolve, la WWN. Il 3 settembre, ha fatto il suo debutto per Pro Wrestling Guerrilla, partecipando al torneo Battle of Los Angeles del 2016, da cui è stato eliminato nel suo primo round da Kyle O'Reilly. Nell'ottobre 2016, Riddle ha sfidato Cody Rhodes alla mostra della House of Glory di New York dal titolo Unbreakable venendo sconfitto.
Ha partecipato al torneo per l'assegnazione dell'MLW World Heavyweight Championship, ma perse in finale contro Shane Strickland.

### WWE (2018–2023)

#### NXT(2018–2020)
Il 31 luglio 2018 Matt Riddle firmò un contratto con la WWE, apparendo poi tra il pubblico del Barclays Center a NXT TakeOver: Brooklyn 4 il 18 agosto. Il suo debutto avvenne nel territorio di sviluppo di NXT nella puntata del 31 ottobre, con la gimmick face di un ragazzo rilassato che combatte a piedi scalzi, dove sconfisse facilmente Luke Menzies. Il 17 novembre, a NXT TakeOver: WarGames II, sconfisse Kassius Ohno in un match durato sette secondi. Il 26 gennaio 2019, a NXT TakeOver: Phoenix, Riddle batté nuovamente Ohno. Nella puntata di NXT del 20 marzo Riddle partecipò ad un Fatal 5-Way match che comprendeva anche Adam Cole, Aleister Black, Ricochet e Velveteen Dream per determinare lo sfidante di Johnny Gargano per il vacante NXT Championship a NXT TakeOver: New York ma il match venne vinto da Cole. Il 5 aprile, a NXT TakeOver: New York, Riddle affrontò Velveteen Dream per l'NXT North American Championship ma venne sconfitto. Il 1º giugno, a NXT TakeOver: XXV, Riddle sconfisse Roderick Strong. Nella successiva puntata di NXT del 25 settembre Riddle sconfisse Killian Dain in uno Street Fight, diventando il contendente nº1 all'NXT Championship. Nella puntata di NXT del 2 ottobre Riddle affrontò Adam Cole per l'NXT Championship ma venne sconfitto. Nella puntata di NXT del 30 ottobre Riddle e Keith Lee affrontarono l'Undisputed Era (Bobby Fish e Kyle O'Reilly) per l'NXT Tag Team Championship ma vennero sconfitti. Nella puntata di SmackDown del 1º novembre Riddle e Keith Lee apparve nello show per attaccare Sami Zayn. Il 23 novembre, a NXT TakeOver: WarGames, Riddle venne sconfitto da Finn Bálor. Il 24 novembre, a Survivor Series, Riddle partecipò al tradizionale 5-on-5-on-5 Survivor Series Elimination match come parte del Team NXT contro il Team Raw e il Team SmackDown ma venne eliminato da King Corbin. Nella puntata di NXT del 15 gennaio 2020 Riddle fece coppia con Pete Dunne (con il nome BroserWeights) e i due, nei quarti di finale del Dusty Rhodes Tag Team Classic sconfissero Flash Morgan Webster e Mark Andrews nei quarti di finale. Nella puntata di NXT del 22 gennaio i BroserWeights sconfissero l'Imperium (Fabian Aichner e Marcel Barthel) nella semifinale del torneo. Il 26 gennaio, alla Royal Rumble, Riddle partecipò al match omonimo entrando col numero 23 ma venne eliminato da King Corbin. Nella puntata di NXT del 29 gennaio i BroserWeights sconfissero i Grizzled Young Veterans nella finale del Dusty Rhodes Tag Team Classic vincendo il torneo. Il 16 febbraio, a NXT TakeOver: Portland, i BroserWeights hanno sconfitto Fish e O'Reilly dell'Undisputed Era conquistando così l'NXT Tag Team Championship per la prima volta. Nella puntata di NXT dell'11 marzo i BroserWeights difesero con successo i titoli contro Fish e O'Reilly dell'Undisputed Era. Nella puntata di NXT del 15 aprile Riddle e Timothy Thatcher (in sostituzione dell'indisponibile Pete Dunne a causa di problemi di viaggio dovuti alla pandemia di COVID-19) difesero con successo i titoli contro Fish e Strong dell'Undisputed Era. Nella puntata di NXT del 13 maggio Riddle e Thatcher persero i titoli contro l'Imperium dopo 87 giorni di regno; Thatcher, durante l'incontro, abbandonò Riddle dopo essere stato per errore colpito da questi. Poco più tardi, quella stessa sera, Riddle sconfisse Thatcher, ma venne poco dopo brutalmente attaccato dal suo avversario ad incontro concluso. Nella puntata di NXT del 27 maggio Riddle venne sconfitto da Timothy Thatcher nel primo Fight Pit match della storia, arbitrato da Kurt Angle.

#### Varie faide e United States Champion (2020–2021)
Nella puntata di SmackDown del 29 maggio, durante un promo nel backstage, Kurt Angle annunciò l'imminente debutto di Riddle nello show. Riddle debuttò infatti nella puntata di SmackDown del 19 giugno dapprima interrompendo l'Intercontinental Champion AJ Styles e poi sconfiggendolo in un match non titolato. Nella puntata di SmackDown del 17 luglio Riddle affrontò poi Styles per l'Intercontinental Championship ma venne sconfitto, e a fine incontro venne brutalmente attaccato da King Corbin. Il 30 agosto, a Payback, Riddle sconfisse poi Corbin. Nella puntata di SmackDown del 4 settembre Riddle partecipò ad un Fatal 4-Way match che comprendeva anche Jey Uso, King Corbin e Sheamus per determinare lo sfidante all'Universal Championship di Roman Reigns ma il match venne vinto da Jey. Il 12 ottobre, per effetto del Draft, Riddle passò al roster di Raw. Nella puntata di Raw del 26 ottobre Riddle venne sconfitto da Sheamus, fallendo nell'opportunità di qualificarsi per il Team Raw per Survivor Series. Nella puntata di Raw del 9 novembre il ring name di Matt Riddle venne accorciato semplicemente in "Riddle" e questi sconfisse Elias e Jeff Hardy in un Triple Threat match qualificandosi per il Team Raw per Survivor Series. Il 22 novembre, durante appunto Survivor Series, Riddle partecipò al tradizionale 5-on-5 Survivor Series Elimination match come parte del Team Raw contro il Team SmackDown trionfando assieme ai suoi compagni. Nella puntata di Raw del 23 novembre Riddle sconfisse Sheamus in un match di qualificazione ad un Triple Threat match per determinare lo sfidante al WWE Championship di Drew McIntyre. Nella puntata di Raw del 30 novembre Riddle partecipò ad un Triple Threat match che comprendeva anche AJ Styles e Keith Lee per determinare lo sfidante al WWE Championship di Drew McIntyre ma il match venne vinto da Styles. Nella puntata di Raw del 4 gennaio Riddle sconfisse lo United States Champion Bobby Lashley in un match non titolato, dopo che Lashley lo aveva fatto cedere con una Hurt Lock non notata dall'arbitro, e lo schienò in maniera vigliacca con un roll-up. Nella puntata di Raw dell'11 gennaio Riddle affrontò poi Lashley per lo United States Championship ma venne sconfitto ed attaccato brutalmente da "The Almighty". Nella puntata di Raw del 25 gennaio Riddle sconfisse Shelton Benjamin, MVP e Cedric Alexander dell'Hurt Business (in ordine di eliminazione) in un Gauntlet match, diventando lo sfidante allo United States Championship di Lashley. Il 31 gennaio, alla Royal Rumble, Riddle partecipò all'omonimo incontro entrando col numero 16 ma venne eliminato da Seth Rollins. Nella puntata di Raw del 1º febbraio Riddle affrontò nuovamente Lashley per lo United States Championship sconfiggendolo per squalifica, senza dunque il cambio di titolo. Il 21 febbraio, a Elimination Chamber, Riddle sconfisse Lashley e John Morrison in un Triple Threat match conquistando lo United States Championship per la prima volta. Nella puntata di Raw del 15 marzo Riddle difese con successo il titolo contro Mustafa Ali. Il 21 marzo, nel Kickoff di Fastlane, Riddle difese nuovamente il titolo contro Ali. L'11 aprile, nella seconda serata di WrestleMania 37, Riddle perse il titolo contro Sheamus dopo 49 giorni di regno.

#### RK-Bro e competizione singola (2021–2023)
Dalla puntata di Raw del 19 aprile, dopo aver sconfitto Randy Orton, convinse quest'ultimo a formare un team, gli RK-Bro, nonostante l'iniziale riluttanza di Orton. Dopo aver chiuso con Orton una breve faida col New Day (Kofi Kingston e Xavier Woods), Riddle si qualificò al Money in the Bank Ladder match sconfiggendo Drew McIntyre il 21 giugno a Raw. Il 18 luglio, a Money in the Bank, partecipò all'omonimo incontro che comprendeva anche Big E, Drew McIntyre, John Morrison, Kevin Owens, Shinsuke Nakamura, Ricochet e Seth Rollins ma il match venne vinto da Big E. Nella puntata di Raw del 9 agosto Riddle venne colpito dal rientrante Orton (che fu assente per diverse settimane) con una RKO, ma la settimana dopo lo stesso Riddle giunse in aiuto di Orton dall'attacco di AJ Styles e Omos, detentori del Raw Tag Team Championship, segnando il successivo ricongiungimento dei due negli RK-Bro. Il 21 agosto, a SummerSlam, gli RK-Bro trionfarono su Styles e Omos conquistando il Raw Tag Team Championship per la prima volta. Nella puntata di Raw del 30 agosto gli RK-Bro mantennero i titoli di coppia contro Bobby Lashley e MVP. Il 21 ottobre, a Crown Jewel, gli RK-Bro mantennero le cinture di coppia di Raw contro Styles e Omos.  Nella puntata di Raw del 25 ottobre gli RK-Bro difesero le cinture contro Dolph Ziggler e Robert Roode. Il 21 novembre, a Survivor Series, gli RK-Bro sconfissero gli SmackDown Tag Team Champions, gli Usos. Il 29 novembre, a Raw, gli RK-Bro mantennero nuovamente le cinture contro Dolph Ziggler e Robert Roode. Il 1º gennaio, a Day 1, gli RK-Bro mantennero le cinture di coppia contro gli Street Profits. Nella puntata speciale NXT New Year's Evil del 4 gennaio Riddle fece un'apparizione ad NXT sconfiggendo, assieme agli MSK, l'Imperium. Nella puntata di Raw del 10 gennaio gli RK-Bro persero i titoli contro l'Alpha Academy dopo 142 giorni di regno. Il 29 gennaio, alla Royal Rumble, Riddle partecipò al match omonimo entrando col numero 20 ma venne eliminato da Brock Lesnar. Nella puntata di Raw del giorno dopo Riddle trionfò su Otis, inserendosi nell'Elimination Chamber match del successivo evento. Il 19 febbraio, ad Elimination Chamber, Riddle prese parte al match omonimo per il WWE Championship che comprendeva anche il campione Bobby Lashley, AJ Styles, Austin Theory, Brock Lesnar e Seth Rollins ma il match venne vinto da Lesnar. Nella puntata di Raw del 7 marzo gli RK-Bro vinsero per la seconda volta il Raw Tag Team Championship in un Triple Threat Tag Team match che comprendeva anche i campioni dell'Alpha Academy e Kevin Owens e Seth Rollins. Il 3 aprile, nella seconda serata di WrestleMania 38, gli RK-Bro mantennero le cinture di coppia contro l'Alpha Academy e gli Street Profits. L'8 maggio, a WrestleMania Backlash, gli RK-Bro e Drew McIntyre vennero sconfitti da Roman Reigns e gli Usos. Nella puntata di SmackDown del 20 maggio gli RK-Bro persero le cinture di coppia di Raw (dopo 74 giorni di regno) contro gli Usos in un match di unificazione in cui era in palio anche lo SmackDown Tag Team Championship degli stessi Usos.
Dopo che Orton si infortunò, Riddle rimase in singolo e si alleò con Shinsuke Nakamura e nella puntata di SmackDown del 3 giugno i due tentarono l'assalto all'Undisputed WWE Tag Team Championship degli Usos ma, durante l'incontro, Nakamura venne infortunato, lasciando il solo Riddle nella contesa che venne di conseguenza persa. Nella puntata di SmackDown del 10 giugno superò Sami Zayn ottenendo un match per l'Undisputed WWE Universal Championship di Roman Reigns per la settimana successiva. La settimana dopo a SmackDown, infatti, affrontò Reigns per il titolo in un Do or Die match ma venne sconfitto. Il 2 luglio, a Money in the Bank, prese parte al Money in the Bank Ladder match che comprendeva anche Drew McIntyre, Madcap Moss, Omos, Seth Rollins, Sheamus e Theory ma fu quest'ultimo a vincere la contesa e la valigetta.
Successivamente iniziò una rivalità con Seth Rollins, che dopo molti attacchi verbali e fisici, culminò a Clash at the Castle, dove fu Rollins a prevalere. Dopo settimane di risse e insulti, ad Extreme Rules, si prese la sua rivincita battendo il rivale in un fight pit match arbitrato dall'ex campione MMA Daniel Cormier. Nella puntata di Raw del 17 ottobre affrontò di nuovo Rollins, questa volta per lo United States Championship, ma a causa dell'involontario intervento di Elias venne sconfitto. Il 13 dicembre venne sospeso per due mesi a causa di una violazione della policy del Wellness Program.
Tornò nella puntata di Raw del 3 aprile 2023, successiva a WrestleMania 39, attaccando The Miz. Il 6 maggio, a Backlash, Riddle, Kevin Owens e Sami Zayn vennero sconfitti da Solo Sikoa e gli Usos. Nella puntata di Raw del 15 maggio partecipò ad una battle royal per determinare il nuovo sfidante di Gunther per l'Intercontinental Championship ma venne eliminato da Giovanni Vinci e Ludwig Kaiser (che non partecipavano al match).
Il 12 giugno, a Raw,  venne battuto da Damian Priest, non riuscendo a qualificarsi per il Money in the Bank Ladder match. Il 1º luglio, a Money in the Bank, affrontò Gunther per l'Intercontinental Championship ma non riuscì a vincere.
Il 22 settembre venne confermato dallo stesso Riddle il suo licenziamento dalla WWE.

## Risultati nelle arti marziali miste
| Risultato  | Record  | Avversario        | Metodo                           | Evento             | Data              | Round | Tempo | Città       | Note                                                    |
| ---------- | ------- | ----------------- | -------------------------------- | ------------------ | ----------------- | ----- | ----- | ----------- | ------------------------------------------------------- |
| Vittoria   | 8-3 (2) | Michael Kuiper    | Sottomissione (guillotine choke) | Titan Fighting 27  | 28 febbraio 2014  | 2     | 2:30  | Kansas City |                                                         |
| No contest | 7-3 (2) | Che Mills         | No contest                       | UFC on Fuel        | 16 febbraio 2013  | 3     | 5:00  | Londra      | Matt Riddle è risultato positivo ad un test antidoping  |
| Vittoria   | 7-3     | John Maguire      | Decisione (unanime)              | UFC 154            | 17 novembre 2012  | 3     | 5:00  | Montréal    |                                                         |
| No contest | 6-3 (1) | Chris Clements    | No contest                       | UFC 149            | 21 luglio 2012    | 3     | 2:02  | Calgary     | Matt Riddle è risultato positivo ad un test anti-doping |
| Vittoria   | 6-3     | Henry Martinez    | Decisione (unanime)              | UFC 143            | 4 febbraio 2012   | 3     | 5:00  | Las Vegas   |                                                         |
| Sconfitta  | 5-3     | Lance Benoist     | Decisione (unanime)              | UFC Fight Night 25 | 17 settembre 2011 | 3     | 5:00  | New Orleans |                                                         |
| Sconfitta  | 5-2     | Sean Pierson      | Decisione (unanime)              | UFC 124            | 11 dicembre 2010  | 3     | 5:00  | Montréal    |                                                         |
| Vittoria   | 5-1     | DaMarques Johnson | Ko tecnico (colpi)               | UFC Live           | 1 agosto 2010     | 2     | 4:30  | San Diego   |                                                         |
| Vittoria   | 4-1     | Greg Soto         | Squalifica (calcio illegale)     | UFC 111            | 27 marzo 2010     | 3     | 1:30  | Newark      |                                                         |
| Sconfitta  | 3-1     | Nick Osipczak     | KO Tecnico (colpi)               | UFC 105            | 14 novembre 2009  | 3     | 3.52  | Manchester  |                                                         |
| Vittoria   | 3-0     | Dan Cramer        | Decisione (unanime)              | UFC 101            | 8 agosto 2009     | 3     | 5:00  | Filadelfia  |                                                         |
| Vittoria   | 2-0     | Steve Bruno       | Decisione (unanime)              | UFC Fight Night 17 | 7 febbraio 2009   | 3     | 5:00  | Tampa       | Debutto in UFC                                          |
| Vittoria   | 1-0     | Dante Rivera      | Decisione (unanime)              | Ultimate Fighter 7 | 21 giugno 2008    | 3     | 5:00  | Las Vegas   |                                                         |

## Vita privata
Matthew Riddle è stato sposato dal 2012 al 2022 con Lisa Rennie, da cui ha avuto tre figli. Dal 2023 ha una relazione con la pornostar Misha Montana.

## Personaggio

### Mosse finali

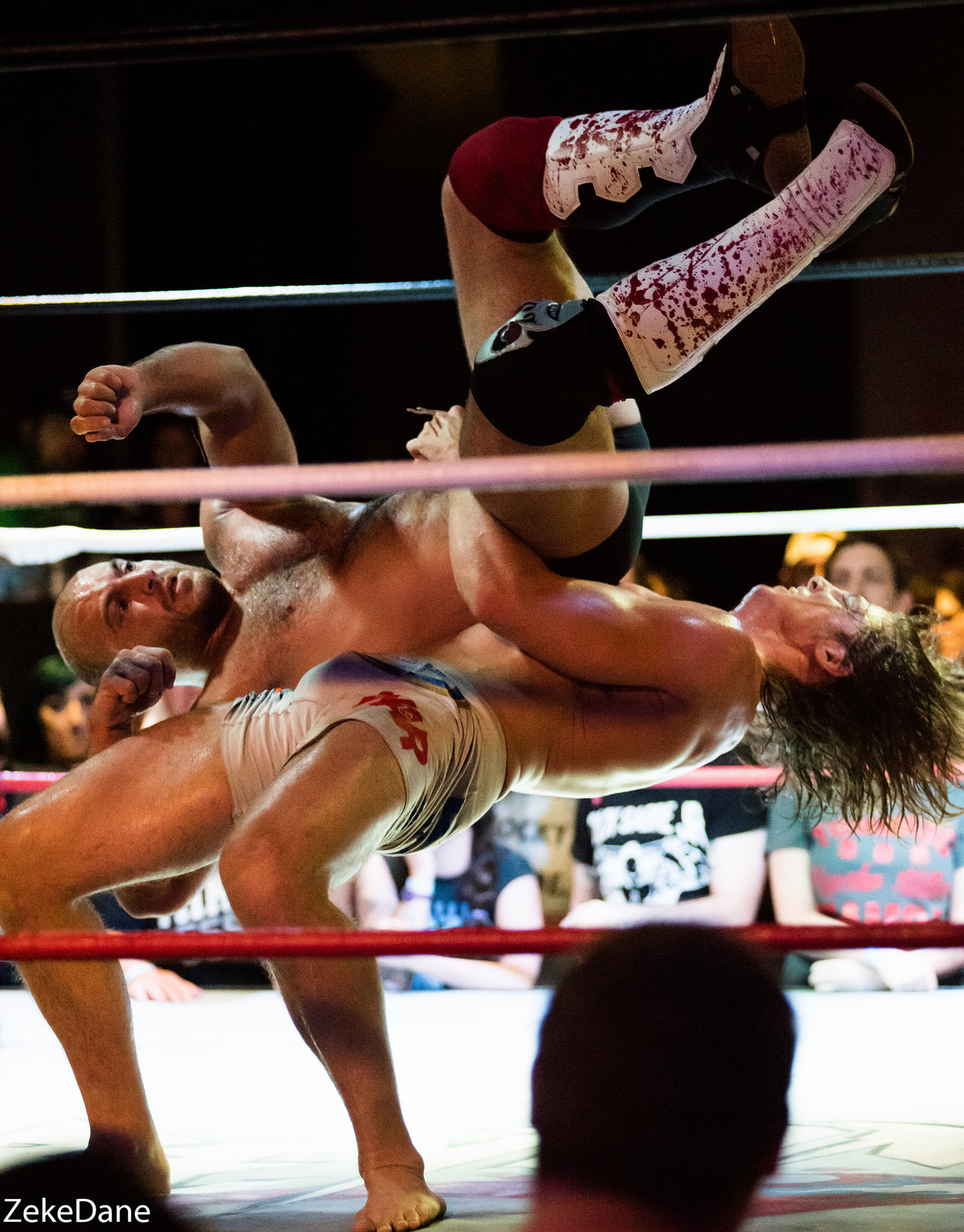
Matt Riddle mentre esegue un Gutwrench suplex su Chris Dickinson

- Arm-trapped elbow strikes – 2019–2020
- BroDerek (Cradle belly to belly inverted mat slam) – dal 2019
- Bromission (Twister)
- Bro To Sleep (Fireman's carry dropped in un knee lift) – 2014–2018
- The Final Flash (Bicycle knee strike) – 2019–2020
- Floating Bro (Diving corkscrew senton) – dal 2020
- RKO (Jumping cutter) – 2021–2022
- Kneeling reverse piledriver – 2015–2018

### Soprannomi
- "The Bro That Runs the Show"
- "King of Bros"
- "The Original Bro"
- "The Stallion Battalion"

## Titoli e riconoscimenti
- 5 Star Wrestling
  - 5 Star Wrestling Tap or Snap Championship (1)
- Beyond Wrestling
  - Tournament for Today Men (2016)
- Combat 1 Wrestling
  - Combat 1 World Championship (1)[35]
- Evolve
  - Evolve Championship (1)
  - Style Battle (2016)
- Hope Wrestling
  - Hope 24/7 Hardcore Championship (1)
- Keystone Pro Wrestling
  - KPW Tag Team Championship (1) – con Punishment Martínez
- Monster Factory Pro Wrestling
  - Monster Factory Heavyweight Championship (1)
- Pro Wrestling Chaos
  - King of Chaos Championship (1)
- New Japan Pro-Wrestling
  - NJPW World Television Championship (1)[36]
- Pro Wrestling Guerrilla
  - PWG World Tag Team Championship (1) – con Jeff Cobb
- Pro Wrestling Illustrated
  - 45º tra i 500 migliori wrestler singoli nella PWI 500 (2018)
- Progress Wrestling
  - Progress Atlas Championship (2)
- Sports Illustrated
  - 5º tra i 10 migliori wrestler maschili dell'anno (2018)
- WWE
  - WWE Raw Tag Team Championship (2) – con Randy Orton
  - WWE United States Championship (1)
  - NXT Tag Team Championship (1) – con Pete Dunne
  - Dusty Rhodes Tag Team Classic (edizione 2020) – con Pete Dunne
- Wrestling Observer Newsletter
  - Most Improved (2016)
  - Rookie of the Year (2016)
- WWNLive
  - WWN Championship (1)